# Дмитриевка (Белебеевский район)
Дмитриевка — упразднённая деревня на территории современного Анновского сельсовета Белебеевского района Республики Башкортостан Российской Федерации. Основано в 1840-х годах как сельцо, в советское время — посёлок, затем — деревня. Почтовый индекс 452027. Малая родина Героя Советского Союза Н. Н. Голубкова (1920—1945).

## География
Протекает р. Арелга.
К юго-востоку примерно в 5 км. — город Белебей.

## История
Дмитриевка основана около 1841 года известным промышленником Д. Е. Бенардаки. Согласно ревизской сказке 1850 года «Оренбургской губернии Белебеевского уезда сельца Дмитриевки помещика поручика Дмитрия Егоровича Бенардаки» одна часть населения это крестьяне, купленные в 1842 году у графа Бобринского из Тульской губернии Епифанского уезда села Егорьевского, а вторая — крестьяне, купленные в 1838 году у помещицы Воейковой из двух деревень Белебеевского уезда Сиушки и Медведки. 
Входила в упразднённый Илькинский  сельсовет.

## Население
Население в 1850 году — 347 душ мужского пола и 362 женского. Согласно ревизии 1858 года — 238 душ мужского пола и 269 женского. Уменьшение населения за 8 лет связано с тем что согласно той же ревизии 1858 года, многие семьи были переведены помещиком Бенардаки в другие деревни, принадлежащие ему в Белебеевском уезде, такие как Константиновка, Анновка, Андреевка, Елизаветино.

## Известные уроженцы
- Голубков, Николай Николаевич (1920—1945), Герой Советского Союза
- Киреев Степан Карпович (1914—1945), командир взвода 3 стрелковой роты 860 сп 283 сд[3]

## Инфраструктура
СНТ

## Транспорт
Остановка общественного транспорта «Ягодка». 